# 古德霍普 (阿拉巴马州)
好望角（英文：Good Hope），是美国阿拉巴马州下属的一座城市。面积约为7.94平方英里（约合20.55平方公里）。根据2010年美国人口普查，该市有人口2,264人，人口密度为285.32/平方英里（约合110.17/平方公里）。